# Voivodato di Wałbrzych

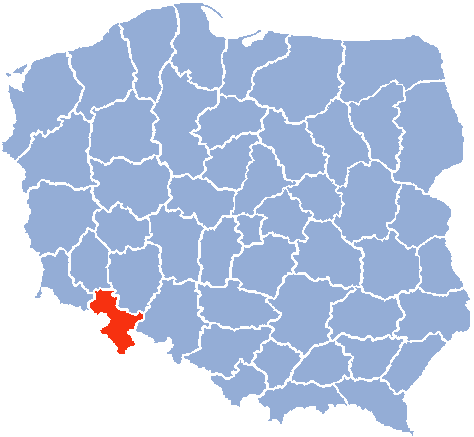
Voivodato di Wałbrzych

Il voivodato di Wałbrzych (in lingua polacca: województwo wałbrzyskie) è stato un'unità di divisione amministrativa e governo locale della Polonia negli anni dal 1975 al 1998. Nel 1999 è stato sostituito dal voivodato della Bassa Slesia. La capitale era Wałbrzych.

## Principali città (popolazione nel 1995)
- Wałbrzych (139.600)
- Świdnica (64.800)
- Dzierżoniów (38.300)
- Bielawa (34.600)
- Kłodzko (30.900)
- Nowa Ruda (27.200)
- Świebodzice (24.700)